# Jurij Dudnyk
Jurij Volodymyrovyč Dudnyk (in ucraino Юрій Володимирович Дудник?, in russo Юрий Владимирович Дудник?, traslitterazione anglosassone: Yuriy Volodymyrovych Dudnyk; Luhans'k, 26 settembre 1968) è un allenatore di calcio ed ex calciatore ucraino, fino al 1991 sovietico, di ruolo difensore.

## Carriera

### Club
Dal 1986 al 2007 ha giocato con numerose squadre di club.

### Nazionale
Nel 1992 ha rappresentato la nazionale ucraina.

## Palmarès

### Giocatore

#### Competizioni nazionali
- Perša Liha: 1

Volyn': 2001-2002